# Lokomotiva OKl27

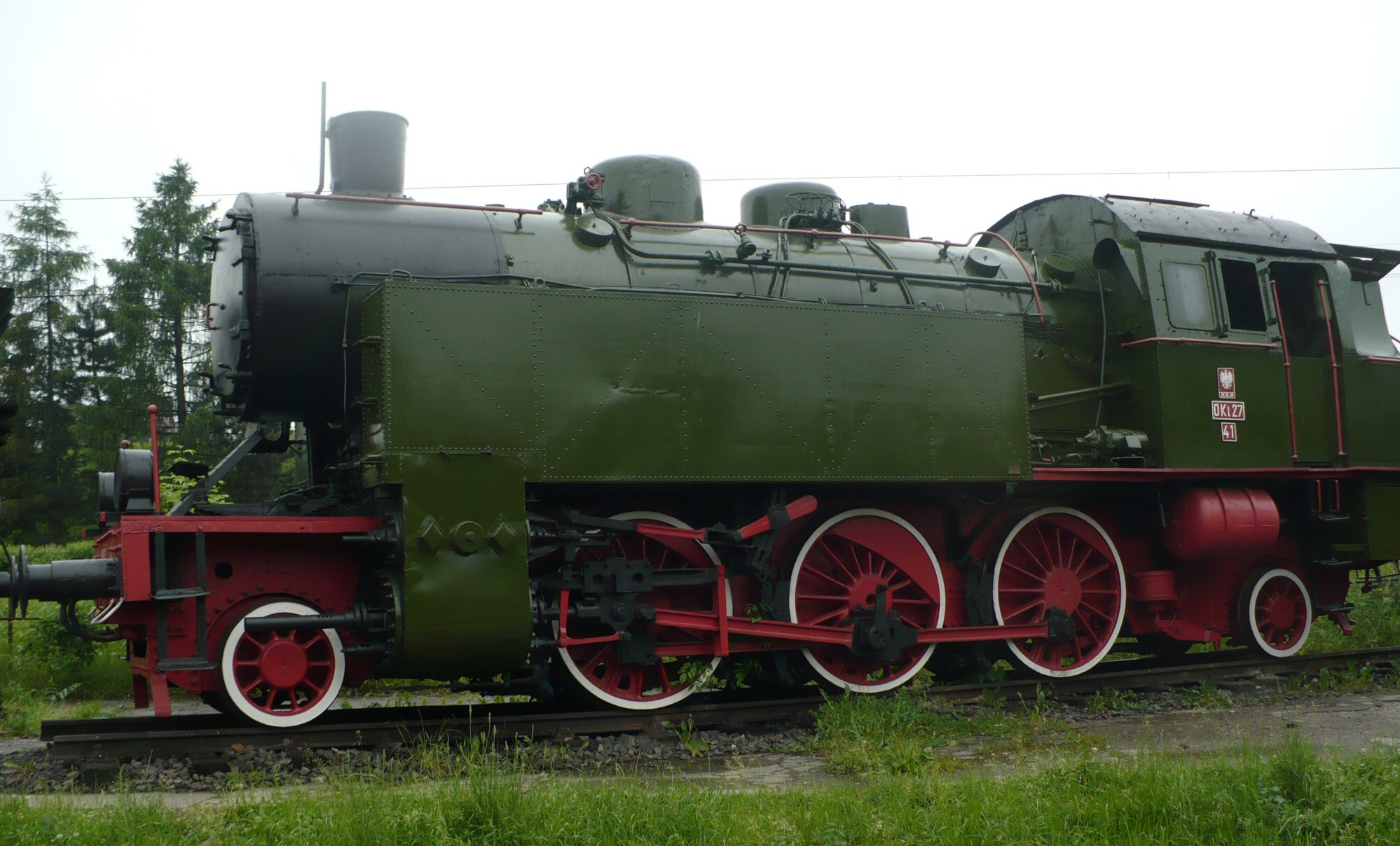
Lokomotiva OKl27-41 v Chabówce

OKl27 je polská parní lokomotiva vyráběná v letech 1928 až 1932 v továrně HCP, v Poznani. Lokomotivy tohoto typu byly používány především na osobní přepravu. Bylo vyrobeno asi 122 kusů.